# Steinmannia
 (octobre 2020).
Steinmannia bronni
Genre
Espèce
Steinmannia bronni est une espèce éteinte de mollusque bivalve du Toarcien, dans le genre Steinmannia.

## Synonymes
- Posidonomya bronni VOLTZ, 1838

## Espèces fossiles
Selon Paleobiology Database, en 2022, le genre Steinmannia a trois espèces :
- Steinmannia alikiensis Milova 1988
- Steinmannia bronni Voltz 1833
- Steinmannia viligaensis Milova 1988[1]